# Clorur de cadmi
El clorur de cadmi és un compost cristal·lí blanc de cadmi i clor, amb la fórmula CdCl₂. Aquesta sal és un sòlid higroscòpic que és altament soluble dins l'aigua i lleugerament soluble dins l'alcohol. Tot i que és considerat per ser iònic, té caràcter covalent considerable a la seva vinculació. L'estructura de cristall de clorur de cadmi (descrit a sota), és composta per capes bidimensionals de ions, és una referència per descriure altres estructures de cristall. També sabut és CdCl₂•H₂O i CdCl₂•5H₂O.

## Estructura
El clorur de cadmi forma cristalls amb simetria romboèdrica. El iodur de cadmi, CdI₂, té un cristall molt similar estructura a CdCl₂. Les capes individuals en les dues estructures són idèntiques, però en el CdCl₂ els ions de clorur són arranjats en un enreixat de CCP, mentre que en el CdI₂ els ions de iodur són arranjats en un enreixat d'HCP.

## Propietats químiques
El clorur de cadmi dissol bé en aigua i en altres solvents polars. Dins l'aigua, la seva solubilitat alta es deu a la formació d'ions complexos com ara [CdCl₄]2−. A causa d'aquest comportament, el CdCl₂ és un àcid suau de Lewis.
CdCl₂ + 2 Cl− → [CdCl₄]2−
Amb cations grans, és possible aïllar l'ió trigonal dipiramidal [CdCl₅]3−.

## Preparació
El clorur de cadmi anhidre pot ser preparat per l'acció de clor anhidre o clorur d'hidrogen gas cadmi escalfat damunt d'un metall.
Cd + ₂ HCl → CdCl₂ + H₂
L'àcid hidroclòric és utilitzat per fer CdCl₂ del metall, o d'òxid de cadmi o carbonat de cadmi.

## Usos
El clorur de cadmi és utilitzat per la preparació del sulfit de cadmi, va utilitzar tan "Groc de Cadmi", un brillant-pigment inorgànic estable de color groc.
CdCl
2 + H
2S → CdS + 2 HCl
En el laboratori, l'anidre CdCl₂ pot ser utilitzat per a la preparació de compostos organocàdmics del tipus R₂Cd, on R és un aril o un alkil primari. Aquests eren utilitzats en la síntesi de cetones de clorurs d'acil:
CdCl
2 + 2 RMgX → R
2Cd + MgCl
2 + MgX
2
R
2Cd + 2R'COCl → 2R'COR + CdCl
2
Tals reactius en gran part han estat suplantats per compostos organocúprics, els quals són molt menys tòxics.
El clorur de cadmi és també utilitzat per fotocopiar, tintura i galvanoplàstia.